# Douglas Lewis
Douglas Toliver "Doug" Lewis, född 6 augusti 1898 i Toronto, död 19 februari 1981 i Los Angeles, var en kanadensisk boxare.
Lewis blev olympisk bronsmedaljör i weltervikt i boxning vid sommarspelen 1924 i Paris.